# Serrall de les Rotes
El Serrall de les Rotes és una serra situada entre els municipis de Bellaguarda i de la Granadella a la comarca de les Garrigues, amb una elevació màxima de 555 metres.